# Дівчино, підведись (Цілком таємно)

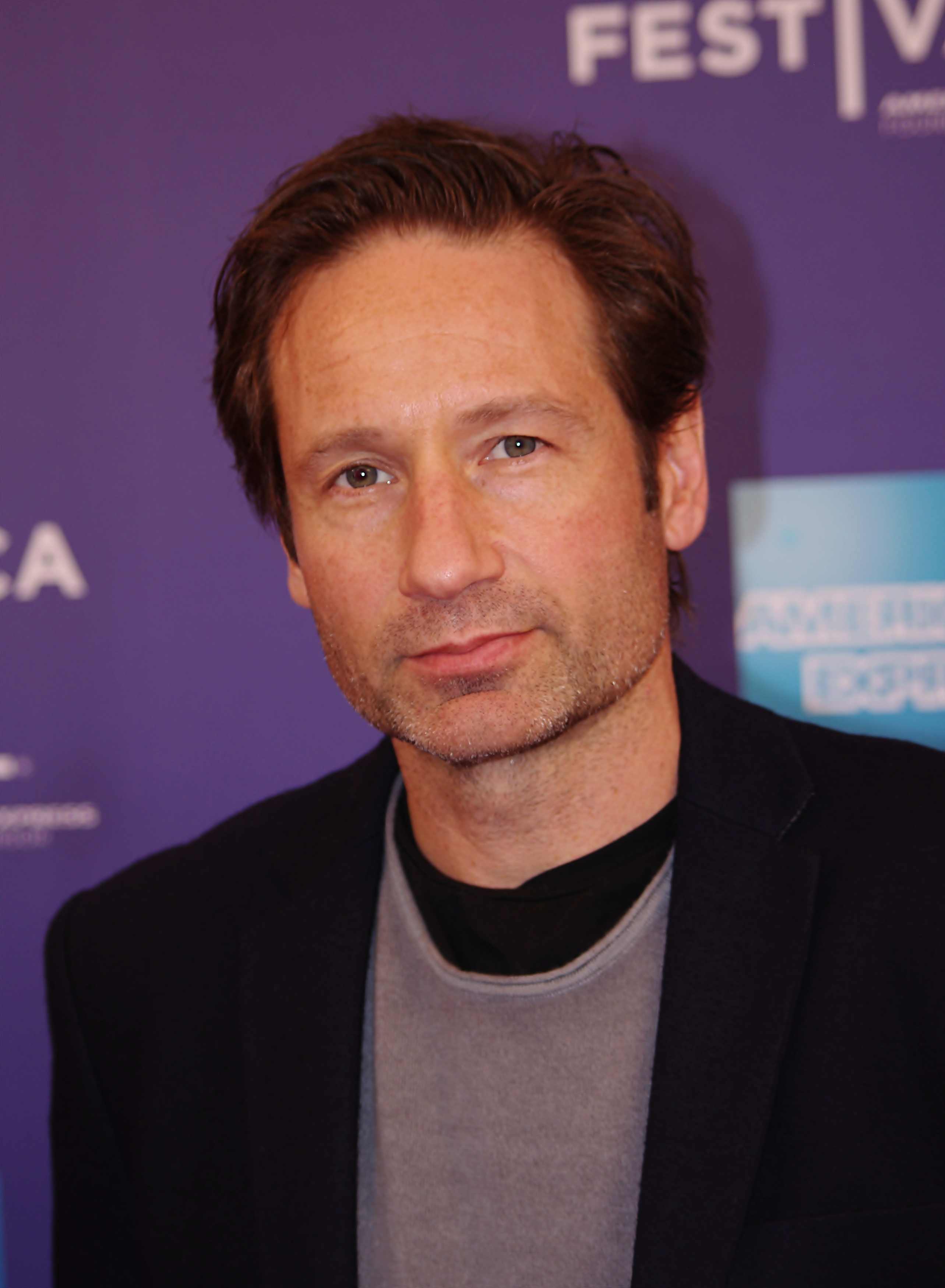

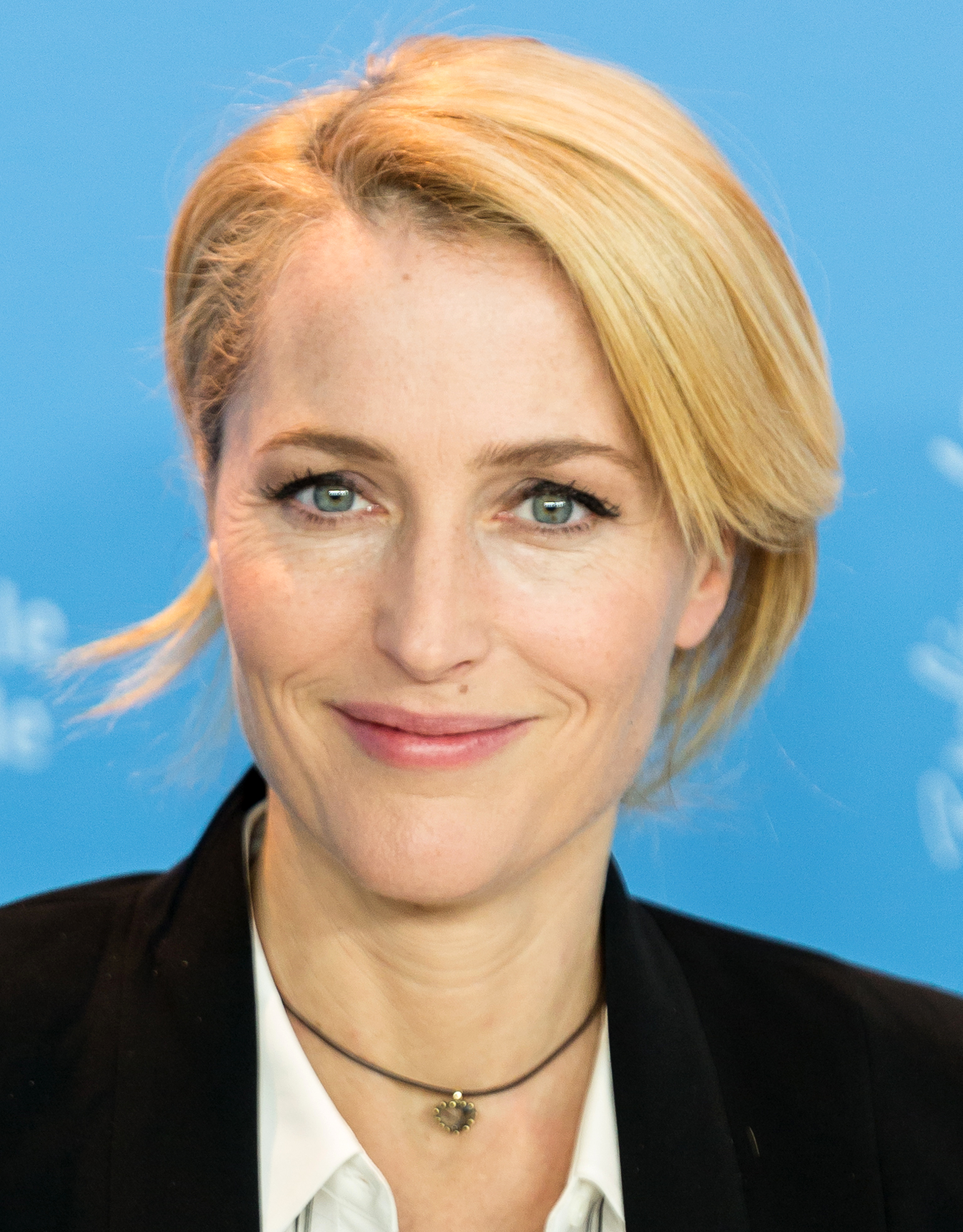

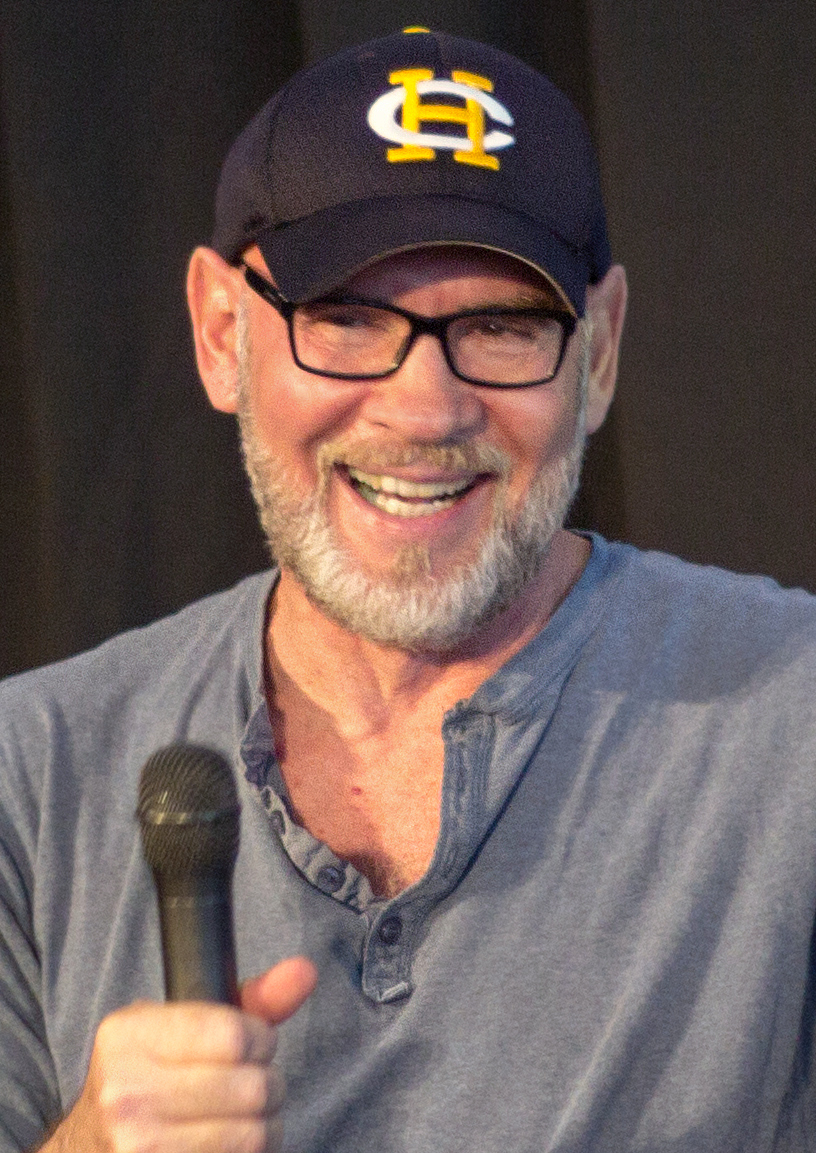

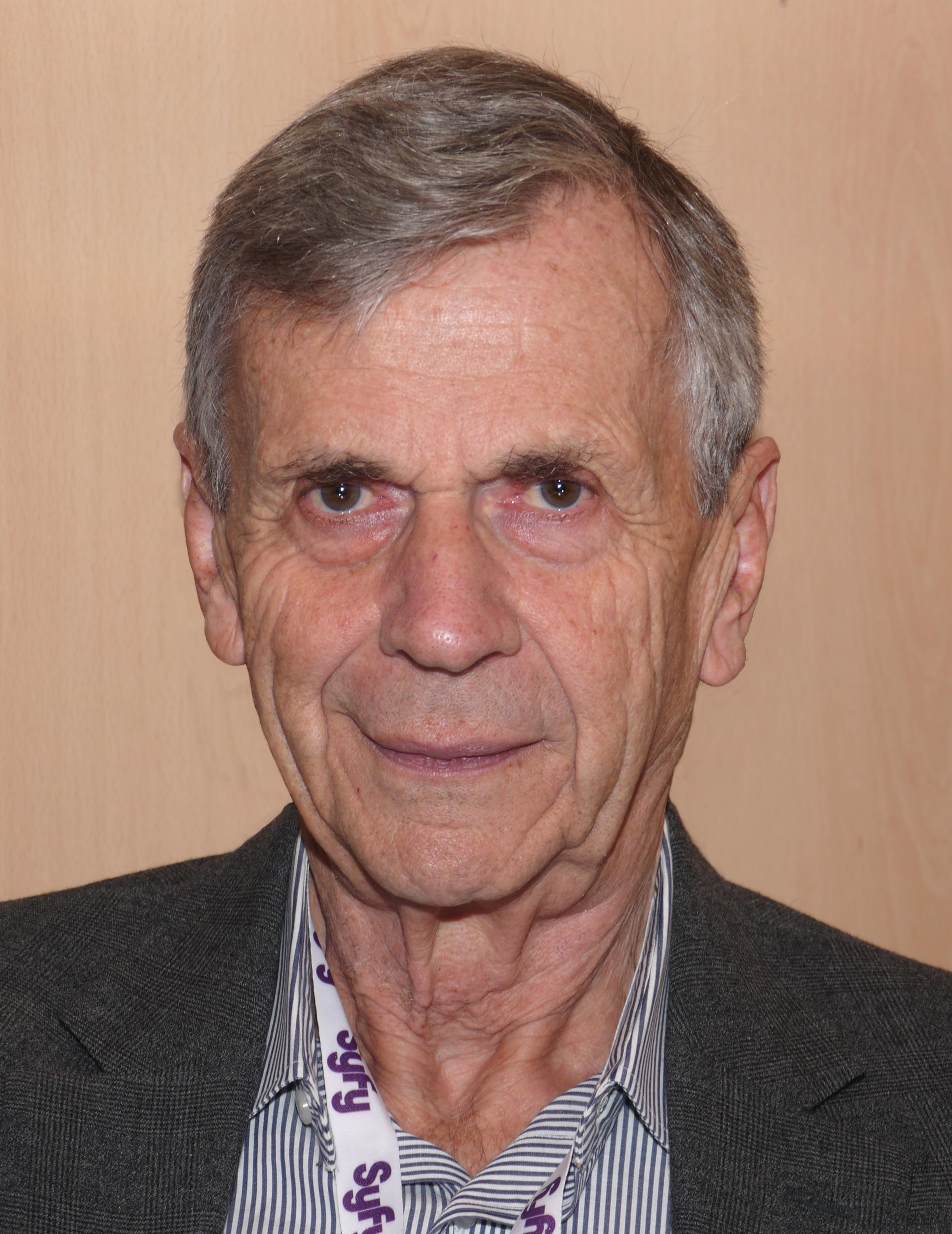

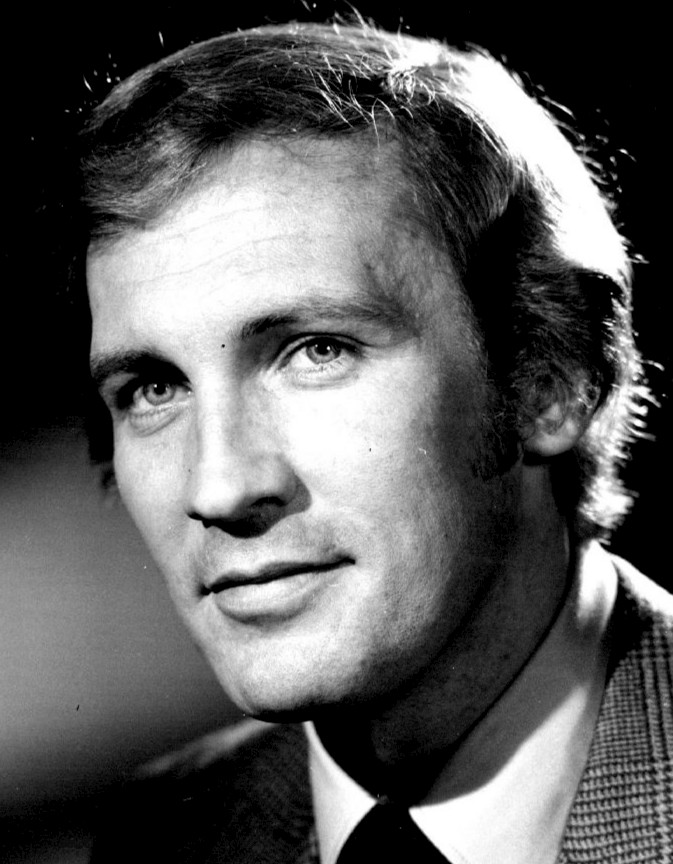

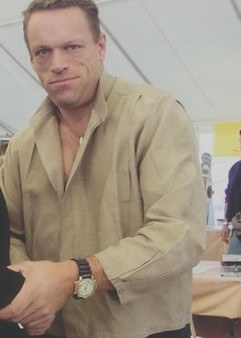

«Дівчино, підведись» — двадцять четверта й остання серія третього сезону американського науково-фантастичного серіалу «Цілком таємно». Вперше була показана на телеканалі Фокс 17 травня 1996 року. Сценарій до нього написали Девід Духовни та Кріс Картер, а режисером був Роберт Гудвін. Ця серія отримала рейтинг Нільсена в 11,2 бала і її подивились 17,86 млн осіб. Серія отримала переважно позитивні відгуки від критиків.
Серіал розповідає про двох агентів ФБР Фокса Малдера (роль виконав Девід Духовни) та Дейну Скаллі (роль виконала Джилліан Андерсон), які розслідують паранормальні випадки, що називають «файли X». У цій серії агенти Малдер та Скаллі шукають людину, яка має здатність зцілювати людей, щоб розпитати її про родину Малдера та синдикат. Ця серія є частиною двосерійного сюжету, який буде продовжений в першому епізоді четвертого сезону «Раса панів».
Сцена, в якій Курець допитує Джеремаю Сміта, була запропонована Девідом Духовни. Його на цю ідею наштовхнув розділ «Великий інквізитор» у романі «Брати Карамазови» Федора Достоєвського. Оригінальна назва серії арамейською мовою є посиланням на здатність Ісуса зцілювати. Вважається, що рідною мовою Ісуса була арамейська.

## Сюжет
У кафе в Арлінгтоні (Вірджинія) людина за допомогою револьвера бере відвідувачів в заручники. Джеремая Сміт намагається вмовити його заспокоїтись та віддати йому револьвер. Але ця людина стріляє в трьох відвідувачів, після чого в нього стріляє поліцейський. Джеремая зцілює всіх чотирьох, просто прикладаючи до них долоні. Згодом агенти Малдер та Скаллі прибувають на місце події, щоб провести розслідування. Там вони з'ясовують: хоч і були постріли, ніхто не поранений, тому що якийсь чоловік усіх зцілив. Він несподівано зник, коли детектив опитував його.
Тим часом Курець приходить до матері Малдера, вони сперечаються. Хтось фотографує їхню суперечку з відстані. Пізніше помічник директора Скіннер дзвонить Малдеру та повідомляє йому, що матір Фокса госпіталізували з інсультом. Малдер приїздить до неї в лікарню. Вона не може розмовляти, тому жестами показує, щоб їй дали блокнот і ручку. Одержавши їх, вони пише слово «palm» (долоня). Через це Малдер думає, що вона мала на увазі Джеремаю Сміта.
Малдер дивиться запис з місця події в кафе. На цьому записі видно, як детектив опитує Джеремаю Сміта, хтось проходить повз камеру, затуляючи собою Джеремаю, а потім на місці Сміта вже стоїть інша людина в тому самому одязі. Тим часом Джеремая Сміт перебуває на своєму робочому місці в Управлінні соціального забезпечення. Його схопили люди Курця та помістили у в'язницю з високим рівнем захисту. Малдер їде до будинку своєї матері й бачить там містера X, який показує йому фотографії суперечки Курця та матері Малдера. Малдер заходить у дім і починає його обшукувати, але нічого не знайшов. Він дістав листок, на якому його матір написала «palm», та здогадався, що треба переставити букви. Він переставив букви і вийшло «lamp» (лампа). Він розбиває всі лампи і всередині однієї знаходить стилет, такий самий, який використовував інопланетний мисливець у попередніх серіях.
У штаб-квартирі ФБР з'являється людина, схожа на Джеремаю Сміта. Його опитують, але він каже, що не пам'ятає, щоб він бачив людину з револьвером чи когось зцілював. Тим часом Курець допитує у в'язниці справжнього Джеремаю Сміта, який зневірився в проекті синдикату. Його обличчя перетворюється на обличчя Глибокої горлянки, а потім на обличчя Білла Малдера, щоб познущатися над Курцем. Врешті він каже, що Курець помирає від раку легенів.
Малдер вважає, що Курець винен у інсульті його матері. Малдер чує про візит Джеремаї Сміта до ФБР і йде в Управління соціального забезпечення, щоб допитати його. Коли Малдер приходить до нього, Джеремая погоджується піти з ним, але по дорозі втікає. Тим часом іншопланетний мисливець приходить до камери Джеремаї, щоб убити його, але бачить, що камера порожня. Малдер приходить у лікарню до своєї матері та бачить там Курця. Малдер нападає на Курця та погрожує йому пістолетом. Курець каже, що він зустрівся з його матір'ю, щоб обговорити місцезнаходження Саманти. Коли Малдер йде, на парковці він наштовхується на містера X, який вимагає віддати йому стилет. Малдер відмовляється і між ними починається бійка. Через деякий час Малдеру вдається втекти.
Скаллі з'ясовує, що у відділах Управління соціального забезпечення в різних містах США працюють шість осіб на ім'я Джеремая Сміт з однаковими фотографіями. До Скаллі додому приходить Джеремая Сміт, який каже, що він справжній Джеремая Сміт, а той, хто приходив у ФБР, самозванець. Джеремая обіцяє повідомити більше інформації. Скаллі й Джеремая зустрічаються з Малдером на покинутому заводі. Малдер просить Джеремаю прийти до його матері та вилікувати її. Раптом з'являється інопланетний мисливець, який збирається вбити Джеремаю.

## Створення
Сцена, в якій курець допитує Джеремаю Сміта, була запропонована Девідом Духовни. Його на цю ідею наштовхнув розділ «Великий інквізитор» у романі «Брати Карамазови» Федора Достоєвського. Оригінальна назва серії арамейською мовою є посиланням на здатність Ісуса зцілювати. Вважається, що рідною мовою Ісуса була арамейська.
Сцена бійки між Малдером і містером X була сильно змінена департаментом стандартів телекомпанії Фокс. Попри те, що більшість сцени була знята за допомогою каскадерів, актор Стівен Вільямс, який виконував роль містера X, був поранений. Сцена із захопленням у заручники відвідувачів кафе знімалась з декількох камер, кадри з яких потім були складені разом, щоб створити атмосферу хаосу та паніки. Джеремаю Сміта знімали широким планом на одну камеру, щоб створити враження спокійності та впевненості. Також сцена з Джеремаєю була трошки сповільнена. Сцена, в якій Джеремая Сміт змінює обличчя, була знята, використовуючи зупинку камери, щоб на місце одного актора сів другий. Джері Хардін, який виконував роль Глибокої горлянки, не зміг приїхати на зйомки, тому його знімали окремо в іншому місці.

## Знімались
| Актор             | Роль                    |
| ----------------- | ----------------------- |
| Девід Духовни     | Фокс Малдер             |
| Джилліан Андерсон | Дейна Скаллі            |
| Мітч Піледжі      | Волтер Скіннер          |
| Вільям Брюс Девіс | Курець                  |
| Стівен Вільямс    | містер Ікс              |
| Рой Тоннес        | Джеремая Сміт           |
| Браян Томпсон     | Іншопланетний мисливець |
| Ребекка Тулан     | Тіна Малдер             |
| Джеррі Гардін     | Глибока горлянка        |
| Пітер Донат       | Вільям Малдер           |